# Amanda Hendrix

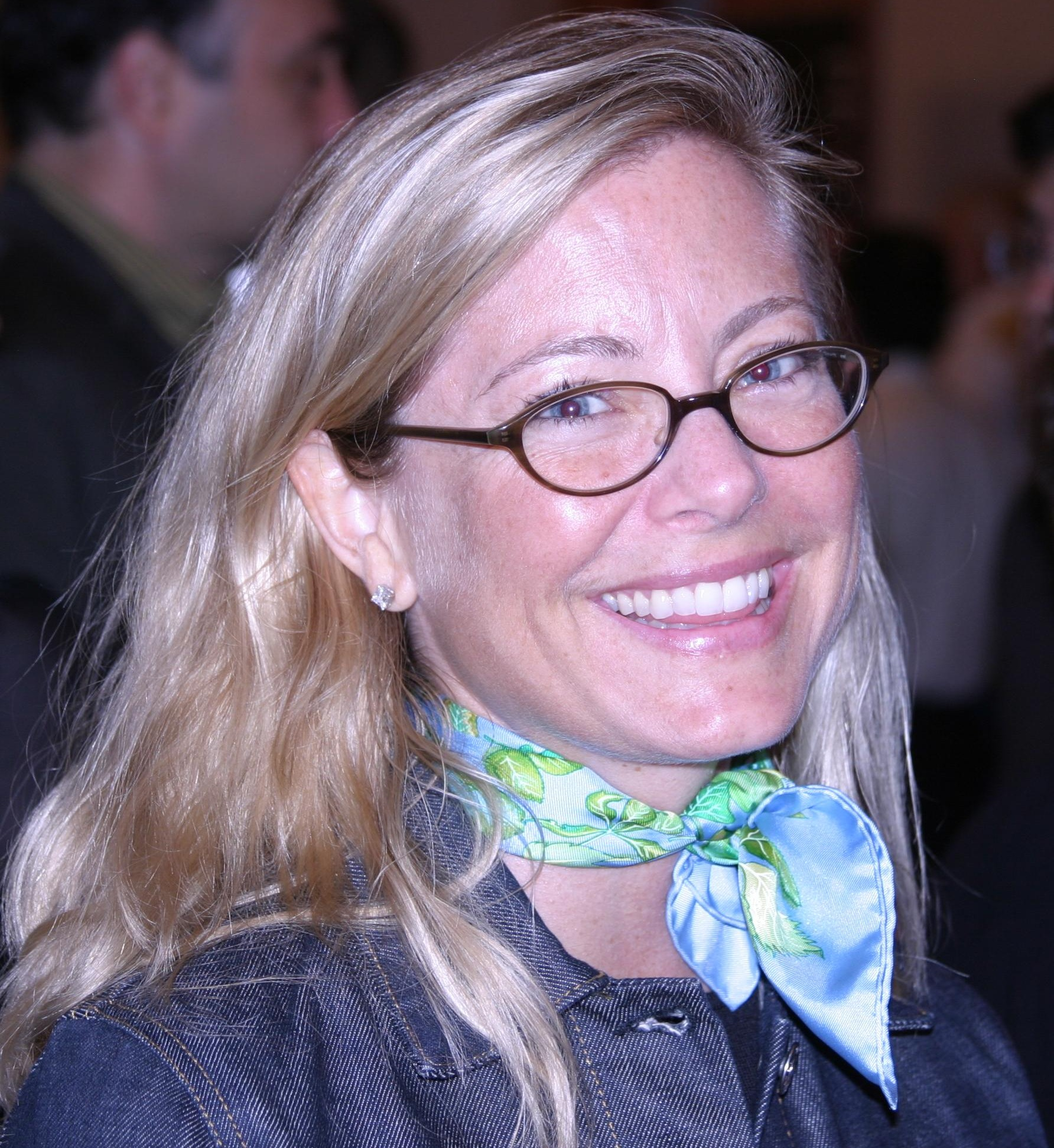
Amanda Hendrix (2005)

Amanda R. Hendrix (geboren 21. Mai 1968) ist eine US-amerikanische Planetenforscherin, die für ihre Arbeiten zur Erforschung von Planetenoberflächen mittels UV-Spektroskopie bekannt ist.

## Leben und Wirken
Amanda Hendrix studierte Luftfahrttechnik an der California Polytechnic State University (San Luis Obispo), wo sie ein Bachelorprogramm durchlief. Anschließend absolvierte sie ein Masterstudium in Luft- und Raumfahrttechnik an der University of Colorado in Boulder. Hier legte sie am Institut für Atmosphären- und Weltraumphysik (LASP) ihre Doktorarbeit vor. Nach einer Postdoc-Tätigkeit am LASP arbeitete Hendrix zwölf Jahre lang am Jet Propulsion Laboratory in der Forschungsgruppe für Kometen, Asteroide und Monde, ehe sie 2012 zum Planetary Science Institute (PSI) wechselte. Hier ist sie leitende Wissenschaftlerin am Standort Niwot in Colorado.
Als Wissenschaftlerin beschäftigt sich Hendrix mit der UV-spektroskopischen Untersuchung von Planetenoberflächen einschließlich Eismonden, Asteroiden, dem Erdmond, Mars, Jupiter und seinen Monden. Sie untersucht die Oberflächenbeschaffenheit, Verwitterungsprozesse und Strahlungsprodukte.
Hendrix’ Forschungen basieren unter anderem auf den Messungen der Raumsonden Cassini (UVIS-Instrument / Ultraviolet Imaging Spectrograph) und Lunar Reconnaissance Orbiter sowie des Hubble-Weltraumteleskops. Bei der Cassini-Huygens-Mission, einem gemeinsamen Forschungsprojekt von NASA, Europäischer Weltraumorganisation (ESA) und der Italienischen Weltraumagentur ASI, war sie stellvertretende Projektwissenschaftlerin. Zudem war sie an verschiedenen Missionsstudien beteiligt.
Neben ihrer Forschungsarbeit teilt Hendrix ihre Liebe zur Planetenforschung gerne mit der Öffentlichkeit und hält Vorträge. Darüber hinaus lehrte sie an der California Polytechnic University Pomona, am Mt. San Antonio College in Walnut (Kalifornien) und an der University of Colorado Boulder.
Im Jahr 1999 bewarb sich Hendrix als Astronautin bei der NASA und schaffte es bei insgesamt 3000 Bewerbungen in die Runde der letzten 120.

## Ehrungen und Auszeichnungen
Amanda Hendrix wurde für ihre wissenschaftlichen Leistungen 2006 mit dem Lew Allen Award for Excellence des Jet Propulsion Laboratory ausgezeichnet.
Im Jahr 2018 wurde der Asteroid (6813) Amandahendrix nach ihr benannt.

## Zitat
„Ich hatte das Glück, während meines Studiums an der University of Colorado im Team des Galileo-Ultraviolet-Spektrometers (UVS) mitzuarbeiten. Ich habe Luft- und Raumfahrttechnik studiert. Aber erst als ich mit dem Studium der Planetenwissenschaften und der Arbeit mit den UVS-Daten begann, hatte ich das Gefühl, dass ich wirklich das gefunden hatte, wonach ich gesucht hatte. Ich hatte großes Glück, denn die Ultraviolett-Spektroskopie wird traditionell zum Studium von Atmosphären und Auroren eingesetzt und nicht so sehr für Oberflächen, so dass niemand im Team besonders daran interessiert war, die Monddaten zu analysieren (aus den Galileo Flybys von Erde und Mond). Ich sprang darauf! Die Ultraviolett-Spektroskopie der Oberfläche ist seither ‚mein Ding‘.“